# 666

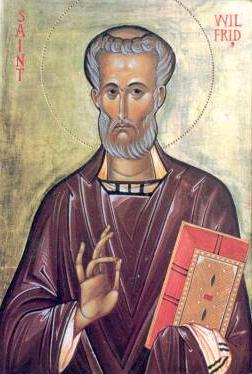
Wilfrid van York (ca. 634-709)

Het jaar 666 is het 66e jaar in de 7e eeuw volgens de christelijke jaartelling.

## Gebeurtenissen

### Brittannië
- Wilfrid van York keert na een verblijf van enkele jaren in Frankrijk terug in Northumbria. Tijdens zijn afwezigheid is Chad tot nieuwe bisschop gekozen. Wilfrid trekt naar Mercia en sticht in zijn bisdom verscheidene benedictijnse kloosters.

## Aritmetica
- De Syrische schrijver Severus Sebokht noemt voor het eerst Indische cijfers, die later door de Arabieren overgenomen zullen worden.

## Overleden
- Ramlah bint Abi-Sufyan, echtgenote van Mohammed